# Roa excelsa

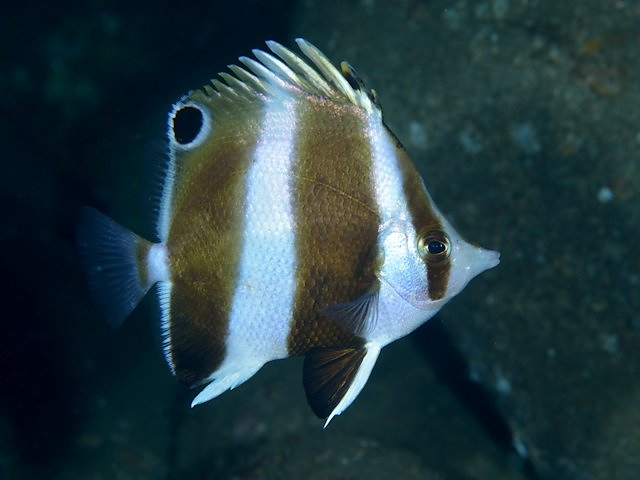
Roa excelsa

Roa excelsa es un pez mariposa marino, de la familia de los Chaetodontidae.
Es una especie común en su área de distribución, el Pacífico central, y con poblaciones estables.

## Morfología
De cuerpo alto, comprimido lateralmente, y con la boca en forma de tubo. Su coloración es blanco nacarado en todo el cuerpo, y presenta tres franjas marrones o doradas, verticales, de distinto grosor. De más estrecha en la cabeza, y cubriendo el ojo, a más gruesa hacia la cola. La segunda recorre desde las primeras y prominentes espinas dorsales, hasta el vientre, incluyendo esta tonalidad marrón a las aletas pélvicas, excepto su margen anterior, que es blanco. La tercera franja tiene un ocelo negro, contorneado por un anillo blanco, en la parte superior de la aleta dorsal. La combinación de la raya cubriendo el ojo, junto al ocelo en la parte opuesta a la cabeza, es una estrategia defensiva generalizada en la familia. Las aletas pectorales y la caudal son transparentes. 
Tiene 11 espinas dorsales, entre 21 y 22 radios blandos dorsales, 3 espinas anales y 17 radios blandos anales.
Alcanza los 15 cm de largo.

## Hábitat y comportamiento
Es bentopelágico y habita arrecifes coralinos y zonas rocosas profundas, entre 20 y 291 metros de profundidad, aunque normalmente ocurren a partir de los 90 metros.
Pueden habitar en solitario o pareja, siendo frecuentes las agregaciones para alimentarse.

## Distribución geográfica
Se distribuye en el océano Pacífico central, siendo nativo de Guam; Hawái y el atolón de Johnston (EE. UU.). Aunque probablemente esté distribuido ampliamente por los profundos arrecifes del Pacífico central.

## Alimentación
Se nutre principalmente de pequeños invertebrados marinos.

## Reproducción
Son gonocóricos, de sexos separados, y no cambian de sexo. No presentan dimorfismo sexual. Son ovíparos y dispersores de huevos. Forman parejas durante el ciclo reproductivo.
Su nivel de resiliencia es alto, doblando la población en menos de 15 meses.